# Tomoya Wakahara
Tomoya Wakahara (若原 智哉, Wakahara Tomoya, Kusatsu, 28 december 1999) is een Japans voetballer die als doelman speelt bij Kyoto Sanga FC.

## Clubcarrière
Wakahara begon zijn carrière in 2018 bij Kyoto Sanga FC.

## Interlandcarrière
Wakahara speelde met het nationale elftal voor spelers onder de 20 jaar op het WK –20 van 2019 in Polen.